# (33142) 1998 DL6
1998 DL6 (asteroide 33142) é um asteroide da cintura principal. Possui uma excentricidade de 0.04531380 e uma inclinação de 4.37065º.
Este asteroide foi descoberto no dia 22 de fevereiro de 1998 por NEAT em Haleakala.